# Berliner Straße (Filmkulisse)

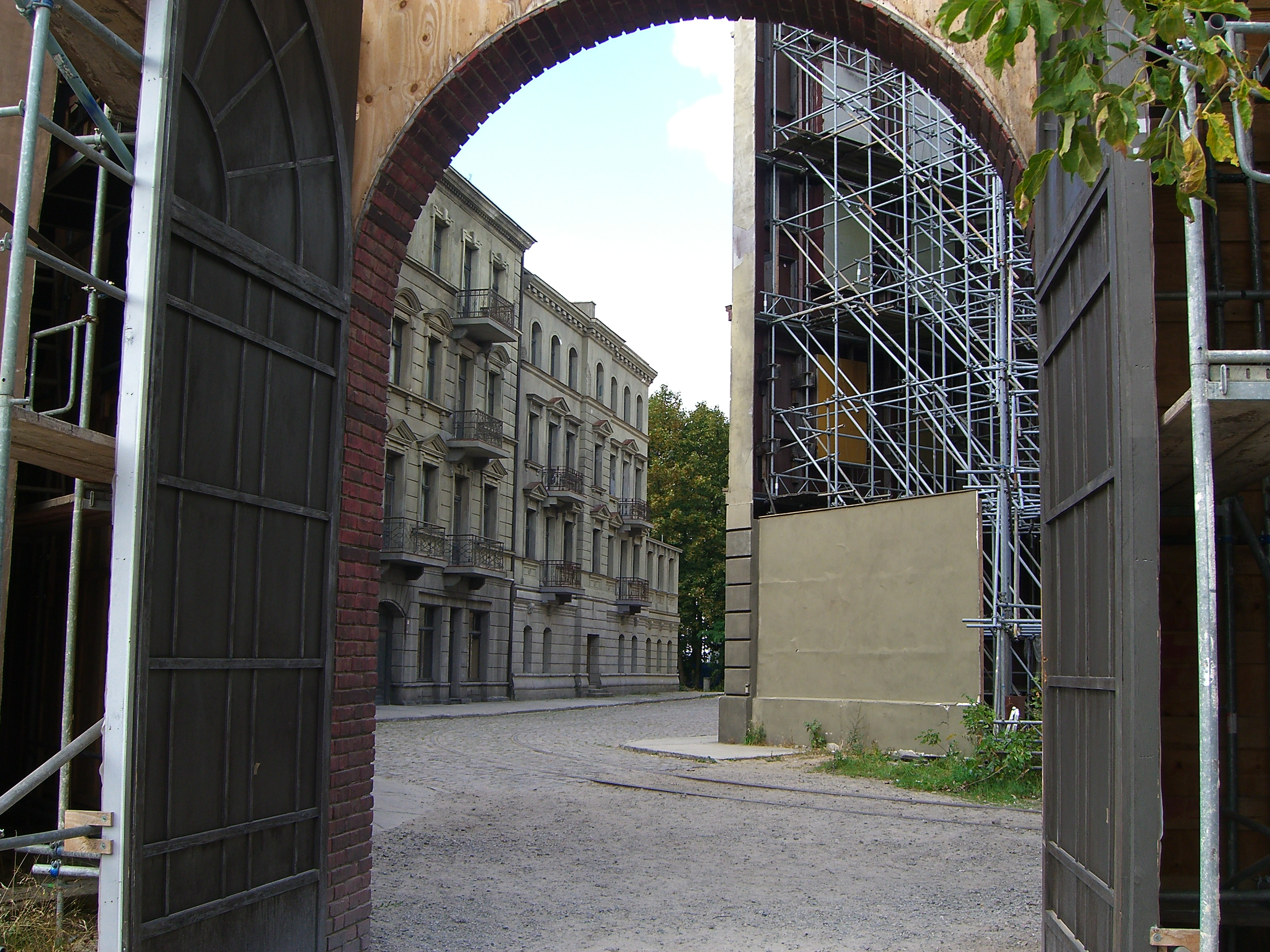
Filmkulisse „Berliner Straße“

Die sogenannte Berliner Straße war eine für 15 Jahre errichtete Filmkulisse auf dem Gelände des Studios Babelsberg in Potsdam. Sie wurde 1998 errichtet und 2013 abgerissen. 2014 wurde mit dem Bau einer neuen Berliner Straße begonnen, die 2016 in Betrieb ging und international unter dem Namen Metropolitan Backlot vermarktet wird.

## Entstehung
Bereits zu DDR-Zeiten existierten bei der DEFA Pläne, auf dem Babelsberger Studiogelände einen Straßenzug im Originalmaßstab als ständige Kulisse für Außenaufnahmen zu errichten. Das Vorhaben wurde jedoch aus Kostengründen nicht umgesetzt. Da es besonders für Verfilmungen mit historischen Szenarien immer schwerer und aufwendiger wurde, passende reale Straßenzüge zu finden und epochengerecht herzurichten, wurde der Plan, für diesen Zweck eine Großkulisse zu errichten, nach der politischen Wende und der deutschen Wiedervereinigung erneut aufgenommen, blieb aber zunächst nicht finanzierbar.
Im Jahr 1998 zeigte sich bei den Vorbereitungen zur Produktion des Films Sonnenallee, dass in Berlin keine reale Straße existierte, die den Anforderungen des Drehbuchs entsprach, so dass die Errichtung einer umfangreichen Kulissenanlage notwendig war. Das Filmprojekt ermöglichte die Finanzierung des lange beabsichtigten Baus. Unter Leitung des Szenenbildners Rainer Schaper entstand innerhalb von drei Monaten ein Straßenzug, der in seinem Aussehen nicht die tatsächliche Sonnenallee imitierte, sondern mit vorwiegend gründerzeitlichen Altbauten und anderen stilistischen Versatzstücken eine fiktive, aber klar als berlinerisch zu erkennende Umgebung darstellte.

## Dimensionen
Die gesamte Kulissenanlage der sogenannten Berliner Straße nahm eine Fläche von etwa 7000 m² ein, davon waren 3000 m² Straßenpflasterung und 1500 m² Bürgersteige und Freiflächen. Die Werte schwankten allerdings je nach den für Filmprojekte vorgenommenen Umbauten. Entlang der etwa 130 Meter langen Straße befanden sich zu beiden Seiten insgesamt 26 Häuserfassaden, die eine Höhe von bis zu 14 Metern aufwiesen. Die Fassadenkulissen waren an Stahlgerüste montiert, so dass auch umfangreichere Umgestaltungen und Umbauten möglich waren. Zur Sicherung der Standfestigkeit waren die Stahlkonstruktionen neun Meter tief im Boden verankert.

## Verwendung

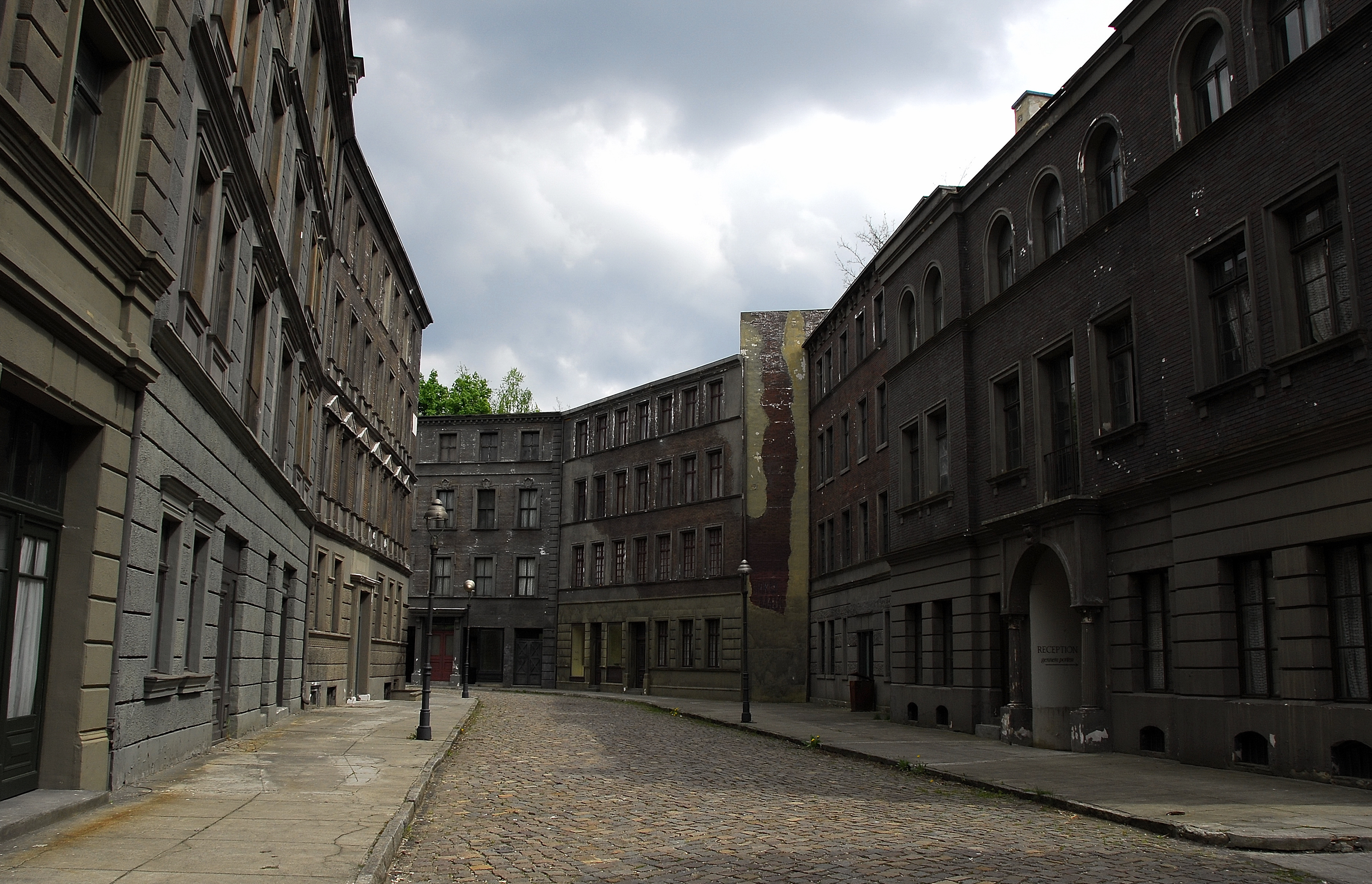
Kulisse des Films Der Pianist

Eine dauerhafte Außenkulisse wie diese war in ihrer Art und Größe in Europa einzigartig. Es ließen sich hier Schwierigkeiten vermeiden, die bei Dreharbeiten in realen Innenstadtstraßen unvermeidbar sind. Seit ihrer ersten Nutzung in Sonnenallee diente die Berliner Straße von Studio Babelsberg als Kulisse für über 350 Filmproduktionen, darunter Herr Lehmann, Der Tunnel, Mein Führer, Der Pianist, Rosenstraße, Beyond the Sea, Tage des Zorns, Der Vorleser, Inglourious Basterds, Boxhagener Platz, Russendisko und Rubbeldiekatz  sowie Fernsehproduktionen wie Nacht über Berlin und Unsere Mütter, unsere Väter.
Ein ständiges Team von über 30 Personen, das im Bedarfsfall vergrößert wurde, passte den Straßenzug den Erfordernissen der jeweiligen Filmproduktion an. Während die Berliner Straße meistens tatsächlich eine typische Straße Berlins jedweder Epoche verkörperte, nahm sie durch Umgestaltung beispielsweise die Gestalt Pariser, New Yorker, Chicagoer, Kopenhagener oder Warschauer Straßenzüge an.

## Abriss
Das Gelände für die Kulissen war nur gepachtet. Für die Erweiterung des Campus der Hochschule für Film und Fernsehen „Konrad Wolf“ und zur Errichtung von Wohnungen und einer Kita wurden die Kulissen Ende 2013 abgerissen.

## Neue Berliner Straße

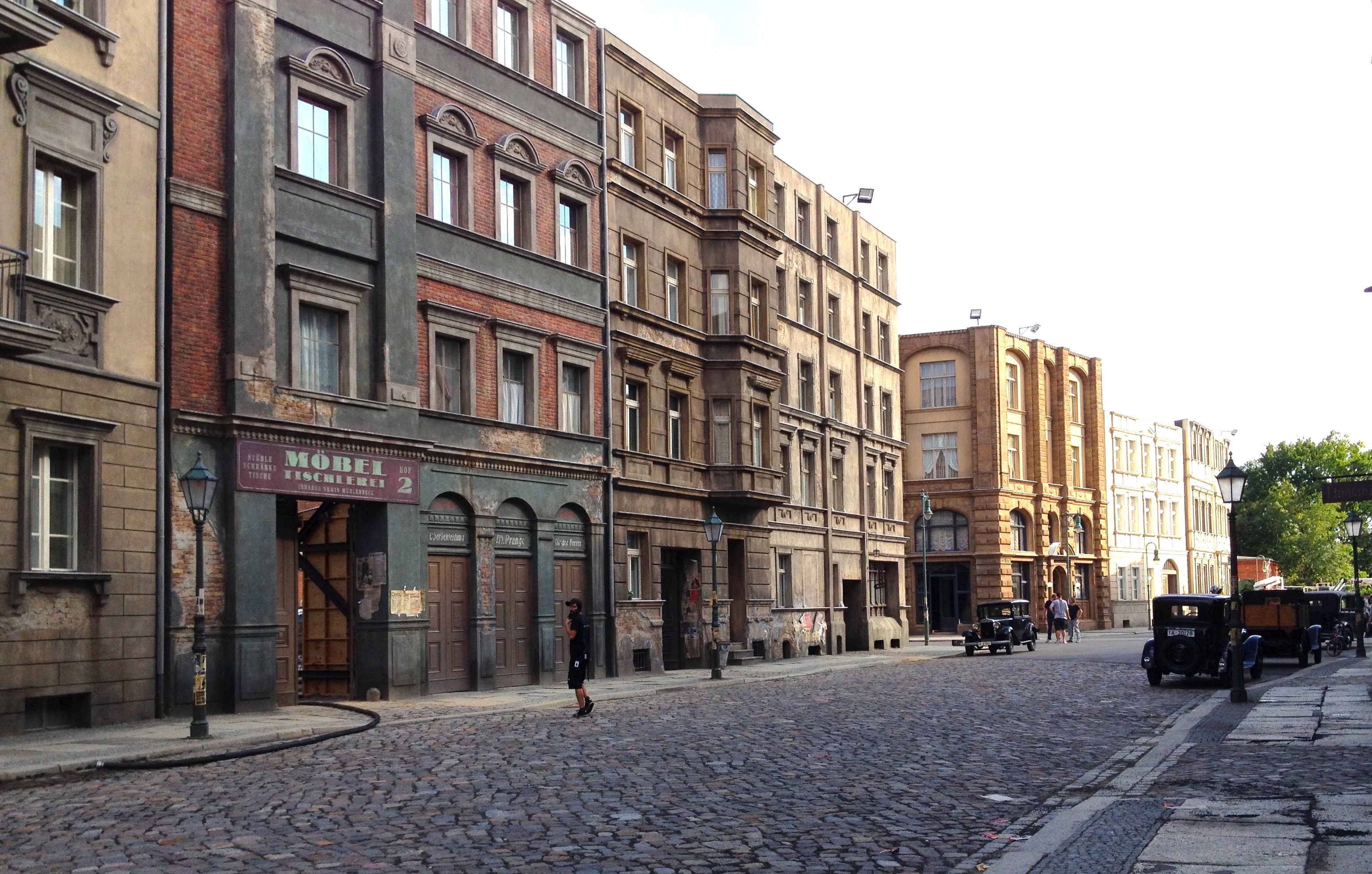
Ein Teil der Neuen Berliner Straße während der Dreharbeiten zu Babylon Berlin

Mit dem Bau der neuen und moderneren Außenkulisse Neue Berliner Straße wurde 2014 begonnen (Lage). Dazu wurden für sieben Millionen Euro Grundstücke der ehemaligen Fabrikhallen des Babelsberger Werks des Maschinenbauunternehmens Orenstein & Koppel (später Lokomotivbau Karl Marx Babelsberg) erworben. Sie wurde mit rund 15.000 m² mehr als doppelt so groß geplant wie die bisherige Berliner Straße mit etwa 7.000 m² (siehe Abschnitt Dimensionen). Der Neubau aus 500 Tonnen Stahl sollte achteinhalb Millionen Euro kosten. Die Grundsteinlegung erfolgte bereits am 5. August 2014; der eigentliche Bau wurde aber auf den Dezember 2015 verschoben. Geplant wurde eine Außenkulisse mit Straßenzügen in unterschiedlichen Architekturstilen, bestehend aus klassischen Fassadenrücksetzern, die in Kombination mit Blue- und Greenscreen-Aufnahmeverfahren flexibel einsetzbar sind. Für die Finanzierung bedurfte es, ähnlich wie bei der Sonnenallee, eines größeren Filmprojektes. Als die Finanzierung der Fernsehserie Babylon Berlin für die erste Staffel sichergestellt schien, wurde mit dem Bau begonnen. Im Mai 2016 wurde die Neue Berliner Straße eröffnet und für die Dreharbeiten zur Fernsehserie Babylon Berlin erstmalig genutzt. Dafür wurden vier Straßen inklusive eines Platzes in das Berlin der 1920er Jahre versetzt.
International wird sie unter dem englischen Namen Metropolitan Backlot („großstädtische Außenkulisse“) vermarktet.
Produktionen, die im Kulissenviertel Neue Berliner Straße / Metropolitan Backlot entstanden sind (Auswahl):
- Babylon Berlin, Serie (Staffeln 1–5)
- Mute, Kinofilm
- Ein verborgenes Leben, Kinofilm
- Berlin Station, Serie
- Das schweigende Klassenzimmer, Kinofilm
- Die Neue Zeit, Serie
- Traumfabrik, Kinofilm
- Ich war noch niemals in New York, Kinofilm
- Fabian oder Der Gang vor die Hunde, Kinofilm
- Gnadenlos (Clancy), Kinofilm
- L'état et moi – Der Staat und ich, Kinofilm
- München – Im Angesicht des Krieges, Kinofilm
- Matrix Resurrections, Kinofilm